# 21 d'Àries
21 d'Àries (21 Arietis) és una estrella de la constel·lació d'Àries. Té una magnitud aparent de +5,57.